# Ellie Delvaux
Ellie Delvaux, född 10 juni 1999 i Bryssel, även känd som Blanche, är en belgisk sångerska och låtskrivare. Hon representerade Belgien i Eurovision Song Contest 2017 i Kiev med låten "City Lights", där hon kom på en fjärdeplats med 363 poäng. Delvaux deltog även i den femte säsongen av The Voice Belgique, där hon tränades av gruppen Cats on Trees.